# Wolfgang Kaden (Journalist)
Wolfgang Kaden (* 6. Februar 1940 in Frankfurt am Main) ist ein deutscher Journalist. Er war Chefredakteur von Der Spiegel und manager magazin.

## Werdegang
Kaden studierte zunächst Volkswirtschaftslehre und promovierte in dem Fach. 1967 wurde er persönlicher Referent des Landtagspräsidenten John van Nes Ziegler in Nordrhein-Westfalen.
Seine journalistische Laufbahn führte ihn 1968 zum Auslandsressort des Nachrichtenmagazins Der Spiegel. Von 1973 bis 1976 war er als Leiter der Redaktionsvertretung in Bonn tätig. Anschließend übernahm er 1979 die Leitung des Wirtschaftsressorts und 1991 den Posten des Chefredakteurs. 1994 wechselte Kaden zum manager magazin, wo er ebenfalls als Chefredakteur tätig war. 2003 zog Kaden sich aus der Chefredaktion zurück und gab den Posten an Arno Balzer ab. Fortan zeichnete er für die TV-Aktivitäten des Magazins verantwortlich. 
In der Sendung manager magazin TV des Senders XXP diskutierte er mit Vertretern aus der Wirtschaft über Märkte, Strategien, Politik und Persönliches.
Seit 2016 arbeitet Kaden als Kolumnist für das Wirtschaftsmagazin Bilanz.
Kaden war Mitglied der Jury für den Preis Journalist des Jahres 2014.

## Auszeichnungen
2002: Ludwig-Erhard-Preis für Wirtschaftspublizistik